# لاريسا سافكينا
لاريسا سافكينا مواليد 8 فبراير 1955، هي لاعبة كرة يد أذربيجانية معتزلة. شاركت في دورة الألعاب الأولمبية الصيفية سنة 1980.

## الميداليات
| الميدالية | المسابقة                       |
| --------- | ------------------------------ |
| ذهبية     | الألعاب الأولمبية الصيفية 1980 |

## روابط خارجية
- لاريسا سافكينا على موقع أوليمبيديا (الإنجليزية)